# Criadores de aplicações portáteis
Criadores de aplicações portáteis permitem criar aplicações portáteis.

## Criadores
Nenhum "agente" ou "cliente" precisa estar instalado para correr qualquer programa portátil criado com estes programas:
- VMware ThinApp;
- Xenocode Virtual Application Studio ISV Edition;
- InstallFree;[1]
- Ceedo (com Argo Application installer);[2]
- LANDesk Application Virtualization;[3]
- CDE, para sistemas Linux.

## Software relacionado
Estes programas requerem um "agente" ou "cliente" para correr a programa "compilado":
- Citrix XenApp;
- Microsoft Application Virtualization;
- Symantec Endpoint Virtualization Suite;
- AppZero;
- Endeavors Application Jukebox.